# Brian Kemp

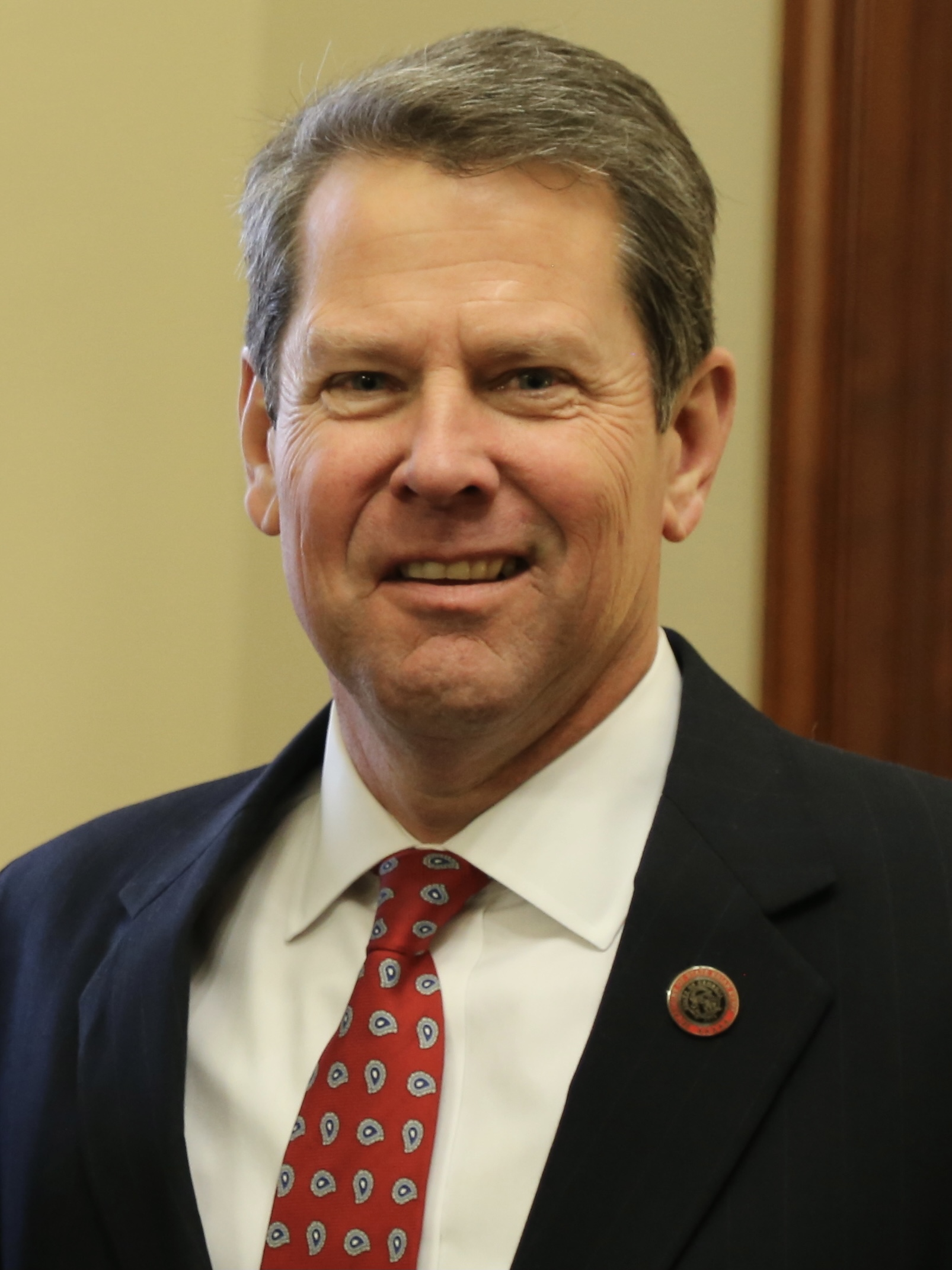
Brian Kemp

Brian Porter Kemp (* 2. November 1963 in Athens, Georgia) ist ein US-amerikanischer Geschäftsmann und Politiker der Republikanischen Partei. Von 2003 bis 2007 gehörte er dem Senat von Georgia an. Von 2010 bis 2018 war er Innenminister Georgias. Seit dem 14. Januar 2019 ist er der 77. Gouverneur von Georgia.

## Leben
Brian Porter Kemp wurde in Athens, Georgia geboren. Sein Großvater, Julian H. Fox Sr. gehörte der bundesstaatlichen Legislative von Georgia an. Kemp graduierte 1983 an der Athens Academy. Später studierte er an der University of Georgia Landwirtschaft. Vor seiner politischen Karriere war Kemp Heimwerker und Entwickler.
Politisch schloss er sich der Republikanischen Partei an. Von 2003 bis 2007 war Kemp Mitglied des Senats von Georgia. 2006 bewarb er sich für das Amt des Agriculture Commissioner of Georgia. In der Vorwahl wurde er Zweiter, verlor jedoch die Wahl gegen Gary Black. 2010 gewann er die Wahl zum Secretary of State (Innenminister) von Georgia mit 56,4 % der Stimmen gegen Georganna Sinkfield, die 39,4 % Stimmen erhielt. Vier Jahre später wurde er wiedergewählt. Nachdem er sich in der republikanischen Vorwahl mit 69 % gegen Casey Cagle durchgesetzt hatte, gewann er im November 2018 die Gouverneurswahl in Georgia knapp mit 50,2 % zu 48,8 % (einem Vorsprung von 55.000 Stimmen) gegen die Demokratin Stacey Abrams. Vor der Wahl 2018 hatte er als Innenminister Georgias massiv das Wahlrecht eingeschränkt.
Nach der Wahl zum Gouverneur legte er sein voriges Amt nieder und wurde wenige Wochen später, am 14. Januar 2019, zum Gouverneur von Georgia vereidigt. Damit trat er die Nachfolge von Nathan Deal an, der aufgrund einer Amtszeitbeschränkung nicht erneut kandidieren durfte.
Bei der Gouverneurswahl im November 2022 konnte Kemp, erneut gegen die Demokratin Stacey Abrams, sein Wahlergebnis auf über 53 % der Stimmen verbessern und das Rennen klar für sich entscheiden.

## Programm und Kontroversen
Nach europäischen Maßstäben ist Kemp ein Vertreter der politischen Rechten. Innerhalb der Republikanischen Partei und unter den christlich-fundamentalistischen Konservativen in den USA ist Kemp jedoch traditioneller Konservativer. Kemp lehnt gesetzliche Krankenversicherungen und das Abtreibungsrecht ab. Kemp befürwortet freien Waffenbesitz. Stark kritisiert wurde ein Werbespot, in dem Kemp eine Schrotflinte auf einen jungen Mann richtet, der mit seiner Tochter auszugehen beabsichtigt. Kemp ist Hardliner in der Migrationspolitik. So drehte er während des Gouverneur-Wahlkampfes einen weiteren Werbespot, in dem er illegale Einwanderer zu kidnappen und mit seinem Truck zurück nach Mexiko zu bringen drohte.
Ein von Kemp mitinitiierter Gesetzentwurf namens „Religious Freedom and Restoration Act“, der Beamten unter anderem die Verweigerung von Dienstleistungen für LGBT-Personen aus religiösen Überzeugungen erlaubt hätte, wurde gekippt.

### Wahlrechtseinschränkungen bzw. Behinderung von Wählergruppen
2018 wurde Kemp wiederholt des Machtmissbrauchs und der Unterdrückung von Wählern beschuldigt, da er es ablehnte, als Gouverneurskandidat vom Amt des für die Organisation der Wahl zuständigen Secretary of State zurückzutreten, und während seines Wahlkampfs sowie während der Kongresswahlen in jenem Jahr Wähler in sechsstelliger Zahl, davon überwiegend Minderheiten, besonders Afroamerikaner, und sozial schwache Bevölkerungsgruppen an der Ausübung ihres Wahlrechtes behindert wurden. Unter seiner Führung waren zwischen 2012 und 2018 insgesamt 1,4 Millionen registrierte Wähler angeblich als Vorsichtsmaßnahme gegen Wahlbetrug nach einer Übergangszeit von 26 Monaten ohne Benachrichtigung aus den Registern gelöscht worden, weil der Name (z. B. wegen Bindestrichen oder Akzenten) oder andere Daten nicht exakt mit den Angaben bei der Führerschein- und der Sozialversicherungsbehörde des Staates übereinstimmten, die Personen innerhalb des Staates umzogen oder nicht regelmäßig wählen gingen. 700.000 davon wurden im Jahr 2017, als Kemps bereits als Gouverneurskandidat feststand, und darüber hinaus auch mit Wirkung auf die Kongresswahlen 2018 gelöscht, allein 500.000 in einer einzelnen Nacht im Juli des Jahres. Letzteres schätzte das Atlanta Journal-Constitution als womöglich größten Massenwahlrechtsentzug in der Geschichte der Vereinigten Staaten ein. Kemps Praxis war 2016 nach einer Klage und einer außergerichtlichen Einigung gestoppt, in Reaktion darauf aber 2017 von dem Parlament des Staates mit einem Gesetz explizit wieder erlaubt worden. Zusätzlich ließ Kemp durch diese Praxis bis zum Ablauf der Registrierungsfrist wenige Wochen vor den Wahlen im November 2018 insgesamt 53.000 laufende Registrierungen einfrieren, bei denen solche Makel bestanden, ohne die Personen zu benachrichtigen. Da sich dies nur durch erneute Registrierung ändern ließe, waren diese Registrierungen nach Ablauf der Frist unveränderlich gestoppt. Außerdem ließ er als Innenminister vor der Wahl die Schließung von über 200 Wahllokalen anordnen, die Mehrheit davon in Wohngebieten von finanziell Schwachen.
Professor Carol Anderson von der Emory University bezeichnete Kemp als einen „Feind der Demokratie“ und „Experten für Wahlmanipulation“ in seinem Amt als Secretary of State.
Am 25. März 2021, nach der im Januar für die Republikaner verlorenen Senatswahl (nach dem Sieg der Demokraten Jon Ossoff und Raphael Warnock in Georgia hatten die Demokraten auch im Senat die Mehrheit), setzte Kemp eine weitere umstrittene Wahlrechtsreform in Kraft, die vor allem Afroamerikanern erschwerte, ihre Stimme abzugeben und insbesondere die Briefwahl erschwerte (während der Coronapandemie war die Zahl der Briefwahlstimmen besonders hoch). Mit dem Gesetz wurde das Anbieten von Nahrungsmitteln oder Wasser für in Schlange stehende Wahlwillige durch Mitarbeiter eines Wahlkampfteams unter Strafe gestellt. Dadurch soll Beeinflussung vor Betreten des Wahllokals vermieden werden. Angehörige des gleichen Haushalts oder Bekannte dürfen den Wartenden selbstverständlich weiterhin Essen oder Getränke liefern. Die Wartenden dürfen auch selbst selbiges mitbringen. Wer in Georgia in Landkreisen mit überwiegend nicht-weißer Bevölkerung wählen will, muss viele Stunden in langen Schlangen stehend darauf warten, seine Stimme abgeben zu können, da die Zahl der Wahllokale gering ist.
Die Bürgerrechtsorganisation ACLU erklärte dazu: „Dieses Gesetz untergräbt unsere Demokratie und die politische Macht der schwarzen Wähler“ und eine Reihe von Organisationen reichten Beschwerde gegen die Einschränkung des Wahlrechts ein. Auch Unternehmen wie die Delta Air Lines, Coca-Cola, Twitter, Uber, Facebook, Apple, Google und Bank of America protestierten dagegen. Die Major League Baseball zog das All-Star-Game aus Georgias Hauptstadt Atlanta ab.

### COVID-19
Während der COVID-19-Pandemie in den Vereinigten Staaten kippte er trotz steigender Fallzahlen die meisten Regelungen des Lockdowns: „Bevor Sie jemandem das Geschäft kaputt machen, ihm und seinen Angestellten die Lebensgrundlage entziehen (…), da lassen Sie ihn doch lieber selbst entscheiden, was er verantworten kann!“ Am 17. Juli 2020 wurde bekannt, dass er gegen die von der Bürgermeisterin von Atlanta, Keisha Lance Bottoms, für die Stadt angeordnete Maskenpflicht klagte.
Am 6. Juli 2020 verhängte er nach mehreren gewalttätigen Vorfällen den Notstand und forderte die Nationalgarde an.

### US-Präsidentschaftswahl 2020
Im Zuge der US-Präsidentschaftswahl 2020 weigerte sich Kemp, den Forderungen des damaligen US-Präsidenten Donald Trump nachzukommen, Wahlergebnisse anzufechten. Aufgrund dieser Tatsache überzeugte Trump David Perdue, der 2020 seinen Senatssitz gegen Jon Ossof verlor, gegen Kemp anzutreten. Trump unterstützte Perdue mit mehreren Millionen Dollar im Wahlkampf. Kemp erhielt in der Vorwahl über 70 % der Stimmen, während Perdue nur etwas über 20 % erhielt. Alle 159 Counties in Georgia votierten für Kemp.

## Privatleben
Kemp ist seit 1994 mit Marty Argo verheiratet. Gemeinsam haben sie drei Töchter.